# Prionus lecontei
Prionus lecontei es una especie de escarabajo longicornio del género Prionus, tribu Prionini. Fue descrita científicamente por Lameere en 1912.

## Descripción
Mide 30-60 milímetros de longitud. El período de vuelo ocurre en los meses de junio, julio y agosto.

## Distribución y hábitat
Se distribuye por Canadá, Estados Unidos y México. Su población se extiende en toda la costa oeste de América del Norte, desde Columbia Británica hasta Baja California.